# Rhytachne guianensis
Rhytachne guianensis là một loài thực vật có hoa trong họ Hòa thảo. Loài này được (Hitchc.) Clayton miêu tả khoa học đầu tiên năm 1966.